# Ратко Каљаловић
Ратко Каљаловић (Тузла, 5. фебруар 1915, – Београд, 5. октобар 2006) је био југословенски инфектолог, ванредни професор и пуковник Југословенске народне армије.

## Биографија
Дипломирао је 1940. на Медицинском факултету у Београду. Био је љекар у Смедеревска Паланка и Крагујевцу (1941‒1944) и бригадни љекар у Народноослободилачком рату (1944‒1945). У новембру 1946. упућен је у Санитетску официрску школу у Београду, а 1947. распоређен је на дужност начелника санитета 48. дивизије Југословенске армије у Струмици. Специјализирао је заразне болести на Одељењу за заразне болести Војномедицинске академије и Клиници за инфективне болести Медицинског факултета у Београду (1955). Усавршавао се у Копенхагену, Хамбургу и Лондону (1958), Единбургу (1966) и Глазгову (1966, 1977). На ВМА је био начелник Одељења за опште инфекције и замјеник начелника (1955‒1969), а потом начелник Клинике за заразне болести (1969‒1980). У звање доцента биран је 1962, а ванредног професора 1969, за предмет Заразне болести, на ВМА. У сарадњи са Институтом за реуматологију Србије, први је примијенио методу детекције Аустралија антигена (ХБс антиген) у серуму обољелих од акутног вирусног хепатитиса, а касније је на ВМА примјењивао осјетљивије методе детекције а, анти-ХБс антитијела и других маркера вирусног хепатитиса Б. Објавио је више од 130 стручних и научних радова. Коаутор је четирију уџбеника и приручника. Члан је Српског лекарског друштва од 1940, а редовни члан Академије
медицинских наука Српског лекарског друштва од 1979. године.

## Почасти
Носилац је:
Ордена за војне заслуге са златним мачевима (1969), 
Ордена рада са златним вијенцем (1972), 
Ордена рада са црвеном заставом (1979) и
других признања.